# Parco nazionale di Loagan Bunut
Il parco nazionale di Loagan Bunut (Taman Negara Loagan Bunut) è un'area protetta della Malaysia situata nell'isola del Borneo, circa 80 km a sud/sud-est di Miri, oltre Belaru, nella valle del Sungai Tinjar. Loagan Bunut è un lago naturale che si apre fra i corsi del Sungai Tinjar e del Sungai Teru, nel Sarawak nord-orientale.
Qui, nel 1991, oltre 100 km² di acqua e terre limitrofe sono stati posti sotto la tutela del nono parco nazionale dello stato. Il lago occupa 650 ettari, mentre il restante territorio è dominato dalla foresta di torbiera, periodicamente inondata.

## Flora e fauna
La rarità di laghi di questo tipo in tutta la Malaysia è già una ragione sufficiente per la sua conservazione, ma Loagan Bunut è anche uno dei pochi esempi di habitat aperto e non forestato naturale, quando tutte le altre radure in questa regione tropicale umida sono state create dall'uomo. In questo caso, è la variazione del livello delle acque a modellare il paesaggio: nella stagione delle piogge, il lago si gonfia e annega tutte le piante ad eccezione delle più resistenti, mentre nella stagione asciutta il calo del livello delle acque scopre una vasta palude pianeggiante, coperta da una bassa vegetazione rigogliosa.
Fra le paludi, le erbe e i canneti vivono alcune specie di ardeidi, uccelli acquatici: i tarabusini cannella e cinesi, piccoli e colorati, cercano cibo nel rigoglio della vegetazione riparia e spiccano raramente il volo; gli aironi rossi pare nidifichino nei punti in cui l'erba cresce più alta; garzette, egrette intermedie e aironi bianchi maggiori sono noti qui solo come specie migratrici. A tutt'oggi si sa talmente poco sulle colonie di nidificazione di queste specie nel Borneo che anche l'ornitologo dilettante può sperare di contribuire alla ricerca. È infatti verosimile che alcuni ardeidi si riproducano nelle vicinanze del lago.
Questo habitat umido e aperto è dimora di uccelli più comuni, e forse meno eccitanti per il birdwatcher, come merli dayal e bulbul bruno-oliva; ma vi si fanno anche incontri più significativi, in particolare con le specie migranti, come limicoli, averle, forapaglie macchiettati e altri passerini più timidi. Fra le tante specie, va menzionata l'aninga indiana, un particolare cormorano vulnerabile a livello internazionale, tutelato dal parco.

## Pesca tradizionale
La scarsa profondità del lago, la sua dipendenza dal regime stagionale delle piogge e le pressioni provenienti dai vicini insediamenti fanno di questo ambiente un ecosistema molto fragile. Nella stagione asciutta, con il ritiro graduale delle acque, il fango forma una crosta che si spacca in disegni geometrici e si indurisce abbastanza da rendere possibile camminarci. I pesci restano intrappolati nelle pozze d'acqua che si prosciugano e molti non sopravvivono fino alla stagione delle piogge, predati dagli uccelli. Nelle annate più aride, spesso nell'aria aleggia il fetore dei pesci morti. Le specie presenti nel lago sono pesci gatto e altri pesci d'acqua dolce autoctoni, cui di recente si è aggiunta una specie introdotta dall'uomo: la tilapia.
La pesca è una delle risorse economico-culturali più importanti per le comunità locali. Il parco è quindi anche testimonianza di numerosi metodi tradizionali di pesca, tutti efficaci: dalle reti a strascico di tipo giacchio o sciabica tirate a mano a quelle permanenti per acque più profonde, le più semplici e le più usate. Vengono confezionate trappole di canna d'India, bambù o altro materiale vegetale, che prendono nomi diversi secondo le dimensioni, la forma e il tipo di pesci cui sono destinate. Il metodo più direttamente legato alla cultura locale è chiamato selambau e consiste nella pesca comunitaria di banchi di pesci migratori. Poiché comunque l'abbondanza di pesci dipende dal livello delle acque del lago e dei vicini fiumi Sungai Tinjar, Sungai Baram e Sungai Bunut, anche i metodi di pesca hanno carattere stagionale.

## Totem
Vi sono altre manifestazioni affascinanti della cultura locale che vale la pena di scoprire. Visitando il parco e la foresta adiacente si nota subito la presenza di diversi totem di legno. Il significato religioso di tali monumenti e la loro funzione di segnatura della proprietà di determinate famiglie, comunità o individui possono essere ricondotti all'analoga pratica in uso presso gli indiani d'America. Il concetto alla base di questi tronchi cavi piantati nel terreno è simile, sebbene le decorazioni usate e il loro significato siano diversi. In questo caso, i totem sono le sepolture secondarie della nobiltà ereditaria del popolo berawan.
Ora che è stata aperta una strada d'accesso a Loagan Bunut, è probabile che il ruolo culturale di questi totem, come il ruolo economico della pesca nel lago, ne vengano stravolti.
La tutela del lago e della foresta limitrofa è comunque una garanzia essenziale che il cambiamento sarà graduale e gestito con il minimo impatto sull'habitat di questo particolarissimo parco.
Una soluzione molto vantaggiosa e al contempo esauriente per esplorare Loagan Bunut consiste nell'abbinare la visita a un'escursione al parco nazionale del Gunung Mulu. Rivolgendosi a un'agenzia locale, si può volare fino al Gunung Mulu, soggiornarvi alcuni giorni e infine tornare a Loagan Bunut in barca a quindi a Miri via terra. È l'opportunità di compiere un viaggio ricco di contrasti.